# Молодёжный чемпионат Украины по футболу
Молодёжный чемпионат Украины по футболу (до 21 года) — турнир украинского футбола который проводился (в период с 2004 года по 2021 год) параллельно с премьер-лигой молодёжными составами команд премьер-лиги. Матчи проводятся в соответствии с календарём премьер-лиги. До сезона 2008/09 чемпионат назывался Турнир дублёров, а до 2012/13 — Молодёжное первенство.

## Регламент
Молодёжные команды Премьер-лиги, полностью повторяя календарь основных команд, играют между собой по круговой системе, проводя с каждым соперником по одному матчу дома и в гостях. У наставников есть возможность в течение игры производить сразу семь замен. Это позволяет получить игровую практику большему числу молодых игроков, а тренерскому штабу команд составить более полное мнение о собственных молодых игроках. Основное отличие от турнира дублеров состоит в том что на поле одновременно среди игроков одной команды количество футболистов старше 21 года может находиться не более 4. Турнир дублёров же позволял получить игровую практику футболистам, не проходящим в основу своей команды, а также восстанавливающимся после травм.

## Все победители

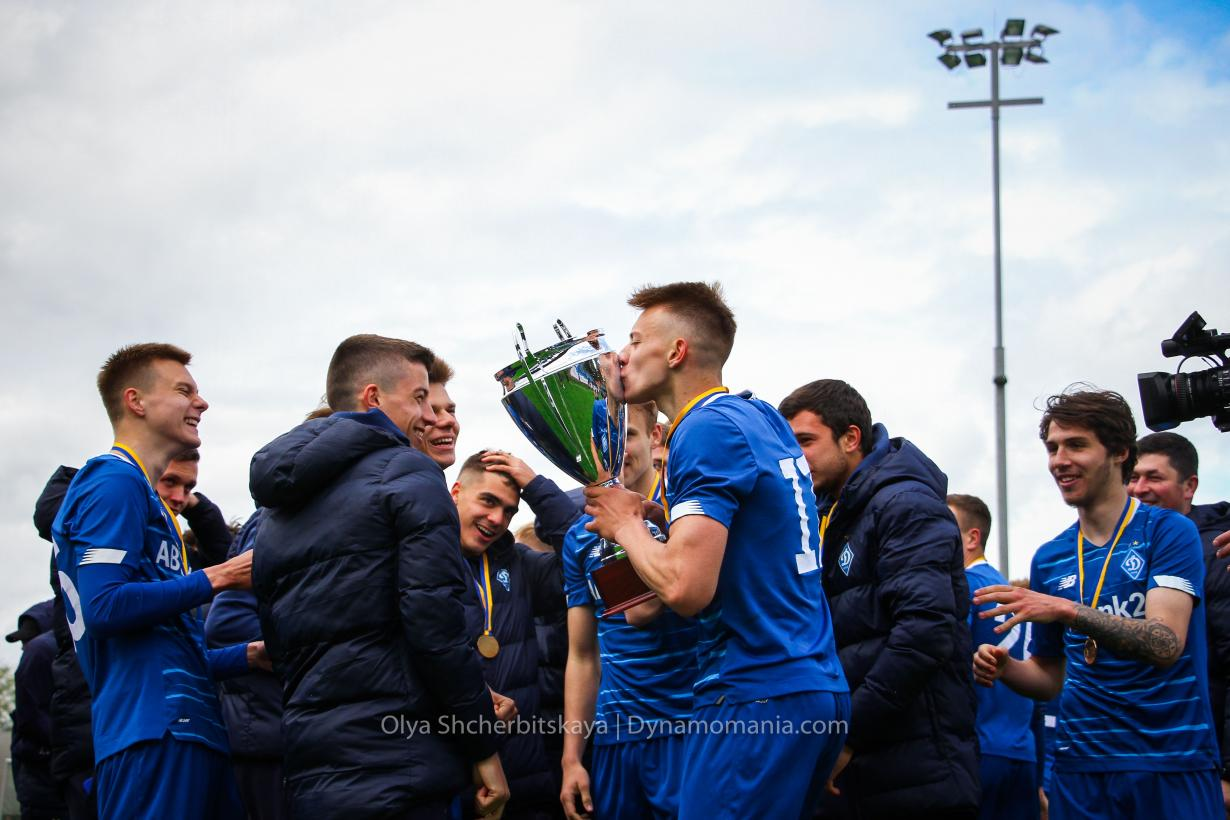
Празднование киевского «Динамо» победы в последнем чемпионате сезона 2020/21

| Год     | Победитель                                                                 | 2 место                                                                    | 3 место                                                                    | 4 место                                                                    | 5 место                                                                    |
| ------- | -------------------------------------------------------------------------- | -------------------------------------------------------------------------- | -------------------------------------------------------------------------- | -------------------------------------------------------------------------- | -------------------------------------------------------------------------- |
|         |                                                                            |                                                                            |                                                                            |                                                                            |                                                                            |
| 2004/05 | Динамо-д (Киев)                                                            | Металлист-д (Харьков)                                                      | Ильичёвец-д (Мариуполь)                                                    | Ворскла-Нефтегаз-д (Полтава)                                               | Металлург-д (Запорожье)                                                    |
|         |                                                                            |                                                                            |                                                                            |                                                                            |                                                                            |
| 2005/06 | Динамо-д (Киев)                                                            | Металлист-д (Харьков)                                                      | Ильичёвец-д (Мариуполь)                                                    | Днепр-д (Днепропетровск)                                                   | Металлург-д (Запорожье)                                                    |
|         |                                                                            |                                                                            |                                                                            |                                                                            |                                                                            |
| 2006/07 | Динамо-д (Киев)                                                            | Шахтёр-д (Донецк)                                                          | Черноморец-д (Одесса)                                                      | Ильичёвец-д (Мариуполь)                                                    | Днепр-д (Днепропетровск)                                                   |
|         |                                                                            |                                                                            |                                                                            |                                                                            |                                                                            |
| 2007/08 | Динамо-д (Киев)                                                            | Металлург-д (Запорожье)                                                    | Металлист-д (Харьков)                                                      | Шахтёр-д (Донецк)                                                          | Металлург-д (Донецк)                                                       |
|         |                                                                            |                                                                            |                                                                            |                                                                            |                                                                            |
| 2008/09 | Шахтёр-U21 (Донецк)                                                        | Динамо-U21 (Киев)                                                          | Черноморец-U21 (Одесса)                                                    | Ворскла-U21 (Полтава)                                                      | Днепр-U21 (Днепропетровск)                                                 |
|         |                                                                            |                                                                            |                                                                            |                                                                            |                                                                            |
| 2009/10 | Карпаты-U21 (Львов)                                                        | Шахтёр-U21 (Донецк)                                                        | Динамо-U21 (Киев)                                                          | Черноморец-U21 (Одесса)                                                    | Металлист-U21 (Харьков)                                                    |
|         |                                                                            |                                                                            |                                                                            |                                                                            |                                                                            |
| 2010/11 | Шахтёр-U21 (Донецк)                                                        | Металлист-U21 (Харьков)                                                    | Днепр-U21 (Днепропетровск)                                                 | Карпаты-U21 (Львов)                                                        | Ильичёвец-U21 (Мариуполь)                                                  |
|         |                                                                            |                                                                            |                                                                            |                                                                            |                                                                            |
| 2011/12 | Шахтёр-U21 (Донецк)                                                        | Заря-U21 (Луганск)                                                         | Оболонь-U21 (Киев)                                                         | Днепр-U21 (Днепропетровск)                                                 | Ильичёвец-U21 (Мариуполь)                                                  |
|         |                                                                            |                                                                            |                                                                            |                                                                            |                                                                            |
| 2012/13 | Заря-U21 (Луганск)                                                         | Динамо-U21 (Киев)                                                          | Шахтёр-U21 (Донецк)                                                        | Ворскла-U21 (Полтава)                                                      | Ильичёвец-U21 (Мариуполь)                                                  |
|         |                                                                            |                                                                            |                                                                            |                                                                            |                                                                            |
| 2013/14 | Ильичёвец-U21 (Мариуполь)                                                  | Шахтёр-U21 (Донецк)                                                        | Днепр-U21 (Днепропетровск)                                                 | Металлист-U21 (Харьков)                                                    | Заря-U21 (Луганск)                                                         |
|         |                                                                            |                                                                            |                                                                            |                                                                            |                                                                            |
| 2014/15 | Днепр-U21 (Днепропетровск)                                                 | Динамо-U21 (Киев)                                                          | Ворскла-U21 (Полтава)                                                      | Шахтёр-U21 (Донецк)                                                        | Черноморец-U21 (Одесса)                                                    |
|         |                                                                            |                                                                            |                                                                            |                                                                            |                                                                            |
| 2015/16 | Динамо-U21 (Киев)                                                          | Шахтёр-U21 (Донецк)                                                        | Днепр-U21 (Днепропетровск)                                                 | Сталь-U21 (Днепродзержинск)                                                | Металлист-U21 (Харьков)                                                    |
|         |                                                                            |                                                                            |                                                                            |                                                                            |                                                                            |
| 2016/17 | Динамо-U21 (Киев)                                                          | Шахтёр-U21 (Донецк)                                                        | Карпаты-U21 (Львов)                                                        | Олимпик-U21 (Донецк)                                                       | Заря-U21 (Луганск)                                                         |
| 2017/18 | Шахтёр-U21 (Донецк)                                                        | Динамо-U21 (Киев)                                                          | Александрия-U21                                                            | Карпаты-U21 (Львов)                                                        | Мариуполь-U21                                                              |
| 2018/19 | Динамо-U21 (Киев)                                                          | Александрия-U21                                                            | Шахтёр-U21 (Донецк)                                                        | Заря-U21 (Луганск)                                                         | Ворскла-U21 (Полтава)                                                      |
| 2019/20 | В связи с пандемией COVID-19: Призеры в данном сезоне — не были определены | В связи с пандемией COVID-19: Призеры в данном сезоне — не были определены | В связи с пандемией COVID-19: Призеры в данном сезоне — не были определены | В связи с пандемией COVID-19: Призеры в данном сезоне — не были определены | В связи с пандемией COVID-19: Призеры в данном сезоне — не были определены |
|         |                                                                            |                                                                            |                                                                            |                                                                            |                                                                            |
| 2020/21 | Динамо-U21 (Киев)                                                          | Шахтёр-U21 (Донецк)                                                        | Рух-U21 (Львов)                                                            | Александрия-U21                                                            | Ворскла-U21 (Полтава)                                                      |

## Призёры
| Клуб                     | Чемпион | 2-е место | 3-е место | Победные года                                  |
| ------------------------ | ------- | --------- | --------- | ---------------------------------------------- |
| «Динамо» (Киев)          | 8       | 4         | 1         | 2005, 2006, 2007, 2008, 2016, 2017, 2019, 2021 |
| «Шахтер» (Донецк)        | 4       | 6         | 2         | 2009, 2011, 2012, 2018                         |
| «Заря» (Луганск)         | 1       | 1         | 0         | 2013                                           |
| «Днепр» (Днепропетровск) | 1       | 0         | 3         | 2015                                           |
| «Ильичевец» (Мариуполь)  | 1       | 0         | 2         | 2014                                           |
| «Карпаты» (Львов)        | 1       | 0         | 1         | 2010                                           |
| «Металлист» (Харьков)    | 0       | 3         | 1         |                                                |
| ФК «Александрия»         | 0       | 1         | 1         |                                                |
| «Металлург» (Запорожье)  | 0       | 1         | 0         |                                                |
| «Черноморец» (Одесса)    | 0       | 0         | 2         |                                                |
| «Оболонь» (Киев)         | 0       | 0         | 1         |                                                |
| «Ворскла» (Полтава)      | 0       | 0         | 1         |                                                |
| «Рух» (Львов)            | 0       | 0         | 1         |                                                |